# 沃蒂根
沃蒂根？—5世紀是五世紀時的一位不列顛國王。根據《不列顛諸王史》記載，沃蒂根是後羅馬不列顛時期的國王，他與來自歐洲大陸的撒克遜人結盟，與皮克特人以及蘇格蘭人作戰。作為獎賞，沃蒂根將土地賞賜予撒克遜人，開啟了盎格魯-撒克遜英格蘭時代。沃蒂根與撒克遜人的傳說，在吉爾達斯、比德以及蒙茅斯的杰弗里的著作當中皆有記載。

## 多媒體
- 沃蒂根與王后羅薇娜，William Hamilton繪